# Cyllenia globiceps
Cyllenia globiceps är en tvåvingeart som beskrevs av Friedrich Hermann Loew 1871. Cyllenia globiceps ingår i släktet Cyllenia och familjen svävflugor. Inga underarter finns listade i Catalogue of Life.